# كيم دونغ-كي
كيم دونغ-كي (الكورية: 김동기) هو لاعب كرة قدم كوري جنوبي في مركز الهجوم، ولد في 27 مايو 1989 في كوريا الجنوبية. لعب مع نادي أنيانغ.

## وصلات خارجية
- كيم دونغ-كي على موقع دوري كوريا الجنوبية (الإنجليزية)
- كيم دونغ-كي على موقع قاعدة بيانات كرة القدم.إي يو (الإنجليزية)